# Griego micénico
Griego micénico (griego: Μυκηναϊκή ελληνική; latín: Lingua Graeca Mycenaea) es el término con el que se designa la fase testimoniada más antigua de la lengua griega. Se encuentra atestiguada en una forma de escritura, esencialmente silábica, denominada Lineal B, entre los siglos XVI a. C. y XII a. C. Fue hablado durante el periodo micénico en lugares tales como Grecia continental, Creta y Chipre, hasta su desaparición con la invasión dórica y el consecuente hundimiento económico que dio inicio a la era conocida como Edad Oscura. Se han encontrado inscripciones en griego micénico en zonas como Cnosos, Pilos, La Canea, Tirinto y Tebas.
En 1952, Michael Ventris descifró el sistema y centró sus esfuerzos en probar que el idioma puede ser entendido como una forma temprana del griego moderno.

## Contexto histórico
Alrededor del 2000 a. C. se produjo la migración a la Hélade, en sucesivas oleadas, de varios pueblos indoeuropeos. Los pueblos mediterráneos nativos de la zona, denominados pelasgos por los inmigrantes protogriegos, fueron finalmente sometidos por estos. La lengua de los pueblos sometidos aportó algunos importantes elementos léxicos y morfológicos para la constitución de lo que luego sería el griego micénico.
Por su parte, la isla de Creta tuvo dos sistemas de escritura desde principios del segundo milenio a. C.; hasta la adopción del lineal B: el denominado jeroglífico cretense y el lineal A. Con el auge de la civilización micénica, Creta substituyó este último sistema por el griego micénico basado en el lineal B. Sin embargo, no existe suficiente evidencia para demostrar si dicho sistema tiene su origen en la Grecia continental o en Creta.

## Descripción lingüística
El estudio de las inscripciones micénicas llevó al descubrimiento de que esas inscripciones no representaban una única variedad lingüística sino dos dialectos cercanos. Esto fue señalado por primera vez por Risch (1966), que llamó a las dos variedades micénico normal (mycénien normal) y micénico especial (mycénien spécial); actualmente, esas dos variedades se llaman respectivamente micénico I y micénico II. Las dos variedades se distinguen por cuatro características fonológicas y morfológicas. El micénico I presenta las siguientes características:
1. La terminación de dativo singular atemático[6] es -ei.
2. Las nasales silábicas *m̥ y *n̥ del indoeuropeo se vocalizan como /o/ en el entorno de una consonante labial.
3. La vocal media *e se cierra en /i/ en el entorno de una consonante labial.
4. Ante una vocal cerrada *i, el fonema /t/ se convierte en la fricativa /s/.

Por su parte, el micénico II presenta estas otras:
1. La terminación de dativo singular atemático es -i.
2. Las nasales silábicas *m̥ y *n̥ del indoeuropeo se vocalizan siempre como /a/.
3. La vocal media *e se mantiene inalterada aun en el entorno de una consonante labial.
4. La secuencia *ti se mantiene inalterada.

### Fonología
La escritura del griego micénico diferencia cinco timbres vocálicos, a, e, i, o, u, además de las semivocales w y j (esta última transcrita frecuentemente como y), tres sonorantes, m, n, r (esta última puede representar también l), una sibilante, s, y seis oclusivas, p, t, d, k, q (que representa a las labiovelares) y z (que tiene entre sus alófonos [kʲ], [ɡʲ] y [dʲ] y que posteriormente evolucionaría a la africada griega ζ).
Es interesante notar que el inventario mencionado preserva el sonido /w/, que se conservó sólo en algunos dialectos griegos y era transcrito mediante la letra digamma (F) hasta que cayó, dio lugar intervocálicamente al sonido /h/ y en algunos casos desapareció por completo.
El griego micénico preserva un cierto número de características arcaicas retenidas directamente del proto-indoeuropeo, tales como las consonantes labiovelares, que evolucionarían a /p/ o /t/ en los dialectos griegos posteriores.